# Paralorryia mansoni
Paralorryia mansoni är en spindeldjursart som beskrevs av Baker 1968. Paralorryia mansoni ingår i släktet Paralorryia och familjen Tydeidae. Inga underarter finns listade i Catalogue of Life.